# All-Star Squadron
All-Star Squadron è una squadra di supereroi DC Comics creata da Roy Thomas, Rich Buckler e Jerry Ordway. Ha debuttato nel numero 193 di Justice League of America (agosto 1981).

## Il concetto
All-Star Squadron n. 1 contiene «Una lettera aperta ai lettori» scritta da Roy Thomas. In essa egli descrive quanto volesse raccontare storie della Justice Society of America, il primo supergruppo dei fumetti. L'ultima serie che lo aveva fatto fino ad allora era All Star Comics, con sole diciassette uscite concluse nel 1979. Come Thomas la inviò, la DC gli diede «l'opportunità di scrivere un ritorno della JSA». Ma, invece di scrivere storie ambientate nell'epoca moderna, Thomas decise di ambientare le storie stesse durante la seconda guerra mondiale, cioè durante il periodo Golden Age.
Si tratta del primo esempio ufficiale e intenzionale di retcon.

## Edizione italiana
L'intero ciclo di storie sceneggiato da Roy Thomas è stato pubblicato in italiano dalla Planeta De Agostini, nella collana Classici DC: JSA dal dicembre 2007 al 2008.

## Autori

### Sceneggiatori
- Roy Thomas - numeri 1-67 (settembre 1981-marzo 1987); Annual numeri 1-3 (1982-1984)
- Paul Kupperberg - numeri 41, 44 (gennaio 1985, marzo 1985)
- Mike Baron - numero 43 (febbraio 1985)
- Dann Thomas - numeri 46, 51, 53-55 (giugno 1985, novembre 1985, gennaio 1986-marzo 1986)

### Disegnatori
- Rich Buckler - numeri 1-5, 36 (settembre 1981-gennaio 1982, agosto 1984)
- Adrian Gonzalez - numeri 6-18 (febbraio 1982-febbraio 1983); Annual numero 1 (1982)
- Jerry Ordway - numeri 19-26, 29 (marzo 1983-ottobre 1983, gennaio 1984); Annual numero 2 (1983)
- Richard Howell - numeri 27-28, 30, 40 (novembre 1983-dicembre 1983, febbraio 1984, dicembre 1984)
- Rick Hoberg - numeri 31-35, 38-39 (marzo 1984-luglio 1984, ottobre 1984-novembre 1984)
- Arvell Jones - numeri 37, 41-46, 50-55, 58-60, 67 (settembre 1984, gennaio 1985-giugno 1985, ottobre 1985-marzo 1986, giugno 1986-agosto 1986, marzo 1987)
- Todd McFarlane - numeri 47 (luglio 1985)
- Mike Harris - numeri 48-49, 61 (agosto 1985-settembre 1985, settembre 1986)
- Mike Clark - numeri 51, 56-57, 60 (novembre 1985, Apr 1986-May 1986, agosto 1986)
- Tony DeZuniga - numero 62 (ottobre 1986)
- Michael Bair - numero 63 (novembre 1986)
- Wayne Boring - numero 64 (dicembre 1986)
- Don Heck - numero 65 (gennaio 1987)
- Paul Kupperberg - numero 66 (febbraio 1987)

### Copertine
- Rich Buckler - numeri 1, 3-6, 36 (settembre 1981, novembre 1981-Feb 1982, agosto 1984)
- Joe Kubert - numeri 2, 7-18 (ottobre 1981, marzo 1982-Feb 1983)
- Jerry Ordway - numeri 19-33, 50, 60 (marzo 1983-maggio 1984, ottobre 1985, agosto 1986); Annual numeri 1-2 (1982-83)
- Rick Hoberg - numeri 34-35, 37-39 (giugno 1984-luglio 1984, settembre 1984-novembre 1984); Annual numero 3 (1984)
- Arvell Jones - numeri 40-44, 46, 52, 55, 58-59, 64-66 (dicembre 1984-aprile 1985, giugno 1985, dicembre 1985, marzo 1986, giugno 1986-luglio 1986, dicembre 1986-Feb 1987)
- Tim Burgard - numeri 45 (maggio 1985)
- Todd McFarlane - numeri 47 (luglio 1985)
- Mike Harris - numeri 48-49, 61-62 (agosto 1985-settembre 1985, settembre 1986-ottobre 1986)
- Mike Clark - numeri 51, 53-54, 56-57 (novembre 1985, Jan 1986-Feb 1986, aprile 1986-maggio 1986)
- Michael Bair - numeri 63 (novembre 1986)
- Tom Grindberg - numeri 67 (marzo 1987)